# Robert Eisenschitz
Robert Karl Eisenschitz (geboren 14. Januar 1898 in Wien, Österreich-Ungarn; gestorben 15. Juli 1968 in London) war ein österreichisch-britischer Chemiker.

## Leben und Tätigkeit
Eisenschitz war ein Sohn des Wiener Rechtsanwalts Emil Eisenschitz und seiner Ehefrau Felicie Auguste, geb. Spitzer. Nach dem Schulbesuch nahm er von 1916 bis 1918 mit der k.u.k. Armee am Ersten Weltkrieg teil. Während des Krieges wurde er mit einer Tapferkeitsmedaille ausgezeichnet.
In den Jahren 1918 bis 1924 studierte Eisenschitz Chemie an den Universitäten Wien und München sowie an der Technischen Hochschule Karlsruhe. 1924 promovierte er mit einer von Alfred Reis betreuten Arbeit Über die materiellen Träger der Spektren-gefärbten Flammen. 
Von 1924 bis 1927 war Eisenschitz als Chemiker bei der AEG in Berlin tätig, bevor er 1927 als Assistent in die von Lise Meitner geleitete Abteilung für Theoretische Physik beim Kaiser-Wilhelm-Institut für Chemie eintrat. 
Nach der Machtergreifung der Nationalsozialisten im Frühjahr 1933 sah sich Eisenschitz aufgrund seiner jüdischen Abstammung einer sozialen Deklassierung ausgesetzt. Von einer Entlassung aus dem Staatsdienst aufgrund des Berufsbeamtengesetzes blieb er als Veteran des Ersten Weltkrieges aufgrund des von Hindenburg eingeführten „Frontkämpferprivilegs“ zwar verschont. Dennoch emigrierte er im Oktober 1933 nach Großbritannien.
In Großbritannien konnte Eisenschitz mit Unterstützung des Academic Assistance Council noch 1933 eine Stelle als Forschungsassistent am Davy Faraday Laboratory der Royal Institution in London übernehmen, wo er bis 1945 verblieb. Von 1946 bis 1949 arbeitete er als Lecturer am University College London.
Ende der 1930er Jahre geriet Eisenschitz ins Visier der nationalsozialistischen Polizeiorgane, die ihn als wichtige Zielperson einstuften: Im Frühjahr 1940 setzte das Reichssicherheitshauptamt in Berlin ihn auf die Sonderfahndungsliste G.B., ein Verzeichnis von Personen, die im Falle einer erfolgreichen deutschen Invasion Großbritanniens durch die Sonderkommandos der SS-Einsatzgruppen mit besonderer Priorität ausfindig gemacht und verhaftet werden sollten.
1949 wurde Eisenschitz Mitglied des Department of Physics des Queen Mary College der Universität London im Rang eines Readers. 1957 wurde seine Position zu einer Professur aufgewertet. 1965 erfolgte seine Emeritierung.

## Familie
Seit 1948 war Eisenschitz mit der Lehrerin Eva Regina Laufer (1912–1991) verheiratet, mit der er zwei Kinder zeugte: Aram (* 1948) und Tamara (* 1949).

## Schriften (Auswahl)
- Statistical Theory of Irreversible Processes, 1958.